# Campi (Castelnuovo Berardenga)

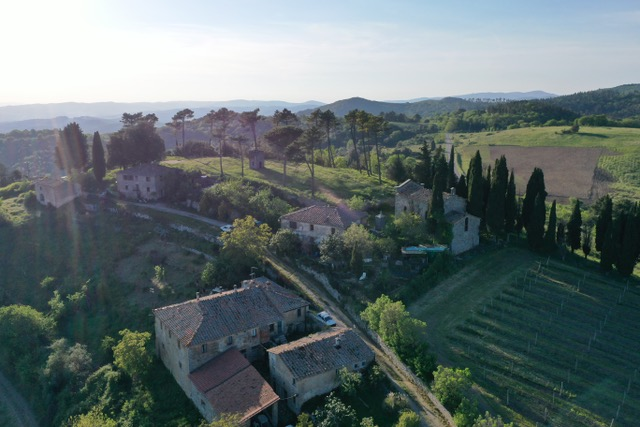
Il borgo di campi dall'alto

Campi è un borgo situato sulla sommità dell'omonima collina in comune di Castelnuovo Berardenga nella zona del Chianti.
È noto per l'antica presenza di una comunità etrusca, per aver dato i natali a Pier Pettinaio, per ospitare le sorgenti dell'Ombrone e per essere sito a un'altezza particolarmente elevata (646 m slm) che offre un vasto panorama sul senese.

## Storia
Nelle immediate vicinanze dell'attuale borgo si trova Pian Tondo, dove era sito il palazzo gentilizio attorno cui ruotava una comunità etrusca di notevole importanza nello scenario dell'Italia centrale, comunità che comprendeva località adiacenti di Cetamura, Villa a Sesta e il Poggione.
In un documento del 867 il Conte di Siena Wuinigi concede alcuni possedimenti siti a Campi al Monastero Di San Salvatore a Fontebona tra cui la chiesa dei Santi Cosma e Damiano.
Dal 1083 si evidenzia la presenza di una curtis a Campi, successivamente trasformata in castello nel 1108. 
Nella seconda metà del Duecento, il luogo si configurava come un comune castrense del contado senese. Nel 1176 è registrata una canonica dedicata a San Lorenzo a Campi, antenata dell'attuale chiesa. 
Nel 1202, il villaggio entra nel sistema amministrativo e fiscale senese. 
È possibile che la Chiesa dei Santi Cosma e Damiano sia stata trasferita a San Gusmè in questo periodo, ma la documentazione storica non è chiara. 
Nel 1318, la chiesa di San Lorenzo a Campi possiede un quarto della proprietà del castello. Nel 1320, il catasto senese indica Campi come sede di curia con 21 case. Tra il 1337 e il 1340, è inserita nel Vicariato della Berardenga istituito dai senesi.

San Gusmè almeno fino  al 1200 è rimasto un piccolo insediamento che faceva capo a Campi, in seguito quest’ultimo perse importanza e San Gusmè si sviluppò come maggiore centro urbano.

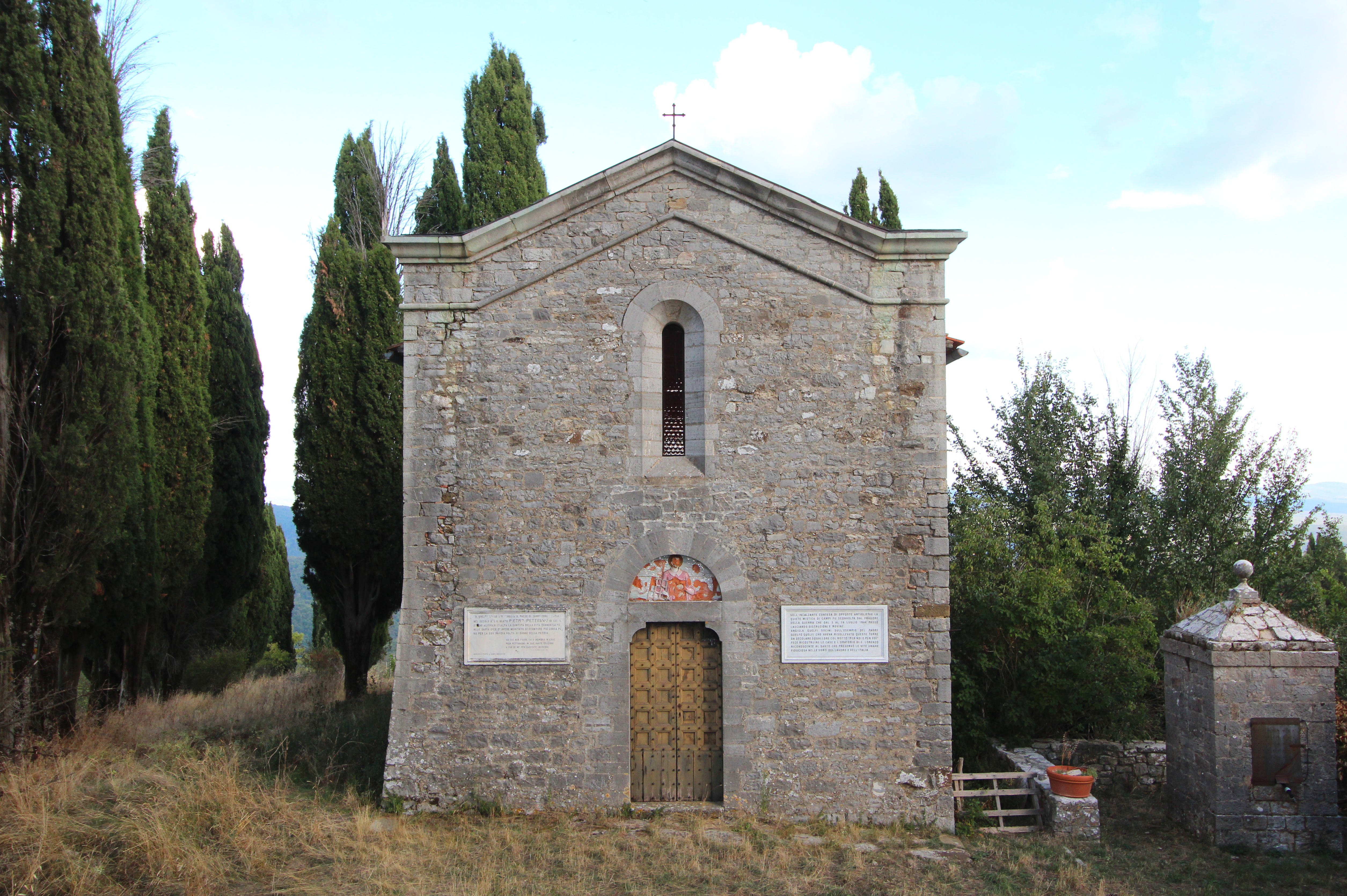
La chiesa di San Lorenzo a Campi

Nel 1524, dopo una donazione testamentaria di Anastasia Marsili, Campi divenne sede di una grancia dell'ospedale del Santa Maria Della Scala.
Nel 1692 erano attestati due poderi a Campi. Uno di essi risultava essere di proprietà del Santa Maria della Scala, mentre l'altro apparteneva al Sig. Zondadari Monsignore. 
L'intero complesso di campi risulta nel catasto del 1825 proprietà di Carlotta Petrucci nei Clementini.
Nelle mappe catastali del 1825 è presente a Campi una chiesa di S. Lorenzo, che però risulta più piccola dell’attuale.
Nella seconda metà dell'Ottocento Campi è proprietà dei Mannini, da questo momento l'intero complesso del Borgo verrà passato di generazione in generazione agli eredi della stessa famiglia.
Dopo le nozze con Girolama Mannini Guelfo Guelfi si occupa di ristrutturare Campi portando avanti un progetto di riammodernamento che coinvolge l’intera azienda agricola “La Casaccia”, di cui Campi faceva (e fa ancora) parte.
Di questa opera di rinnovamento abbiamo svariate tracce come la presenza delle date di ristrutturazione, che si trovano in svariati fabbricati del borgo, e due targhe presenti nella facciata della Chiesa e della Casaccia secondo cui Guelfo Guelfi ha intrapreso un grande progetto di innovazione della tenuta seguendo il motto “Per noi e per voi”.
Come si legge in una targa che invece è presente all'interno della chiesa quest'ultima fu ristrutturata per volontà di Girolama Mannini nel 1902;la chiesa in effetti presenta diversi elementi Neo-Romanici che evidenziano una importante ristrutturazione più recente.

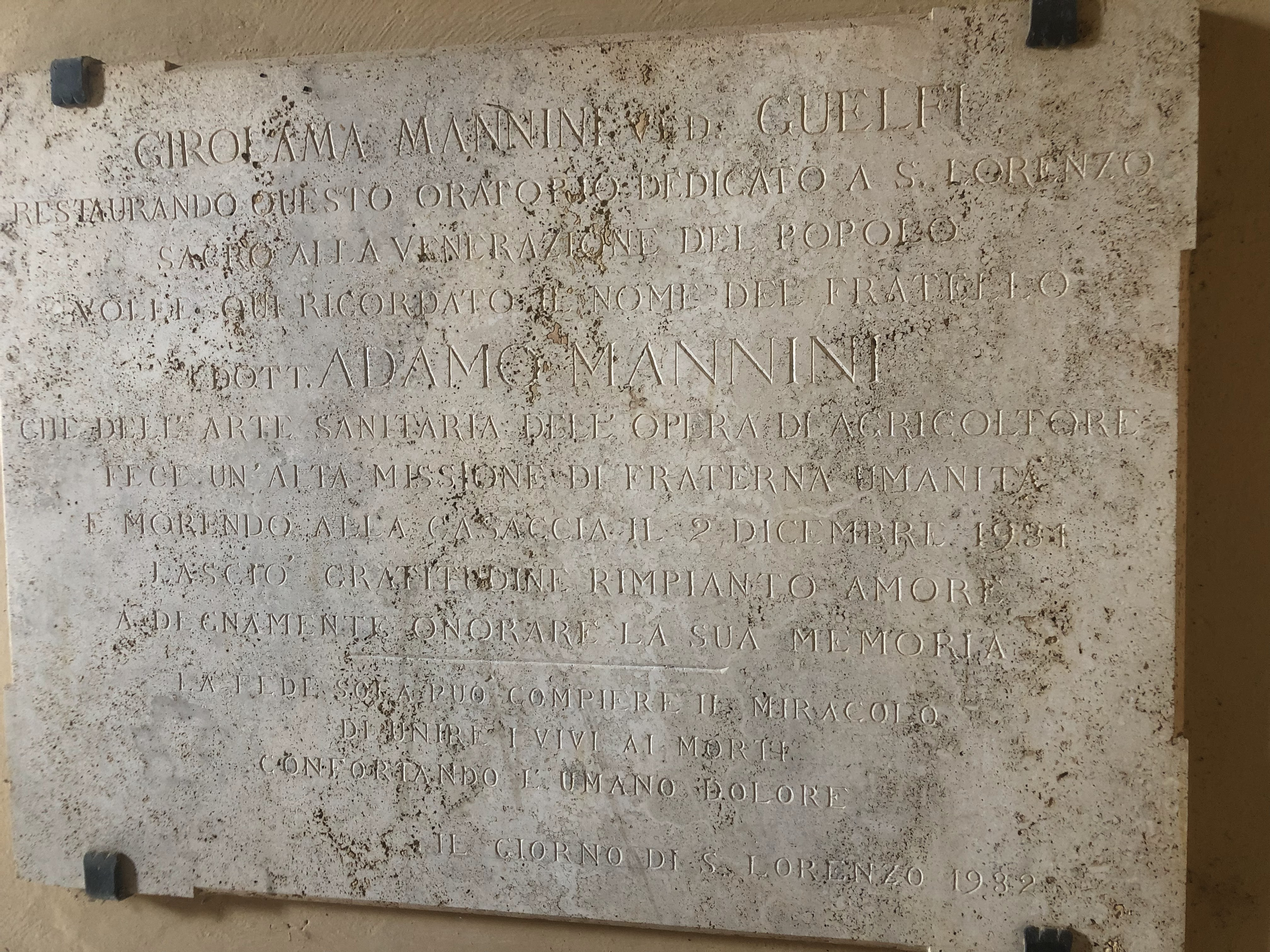
La targa presente all'interno della chiesa di Campi

Dalla targa posta sulla facciata della chiesa si può intuire che Campi deve aver subito dei danni durante la seconda guerra mondiale.
(Targa posta sulla facciata dell'oratorio di S. Lorenzo a Campi)
Sempre nella stessa targa si parla di una ulteriore importante ristrutturazione di Campi, di cui però è più difficile capire le reali dimensioni.
Successivamente Campi è continuato a passare per via ereditaria di membro in membro della stessa famiglia, passando anche per il podestà di Siena Luigi Socini Guelfi fino ai proprietari attuali.

## Pier Pettinaio

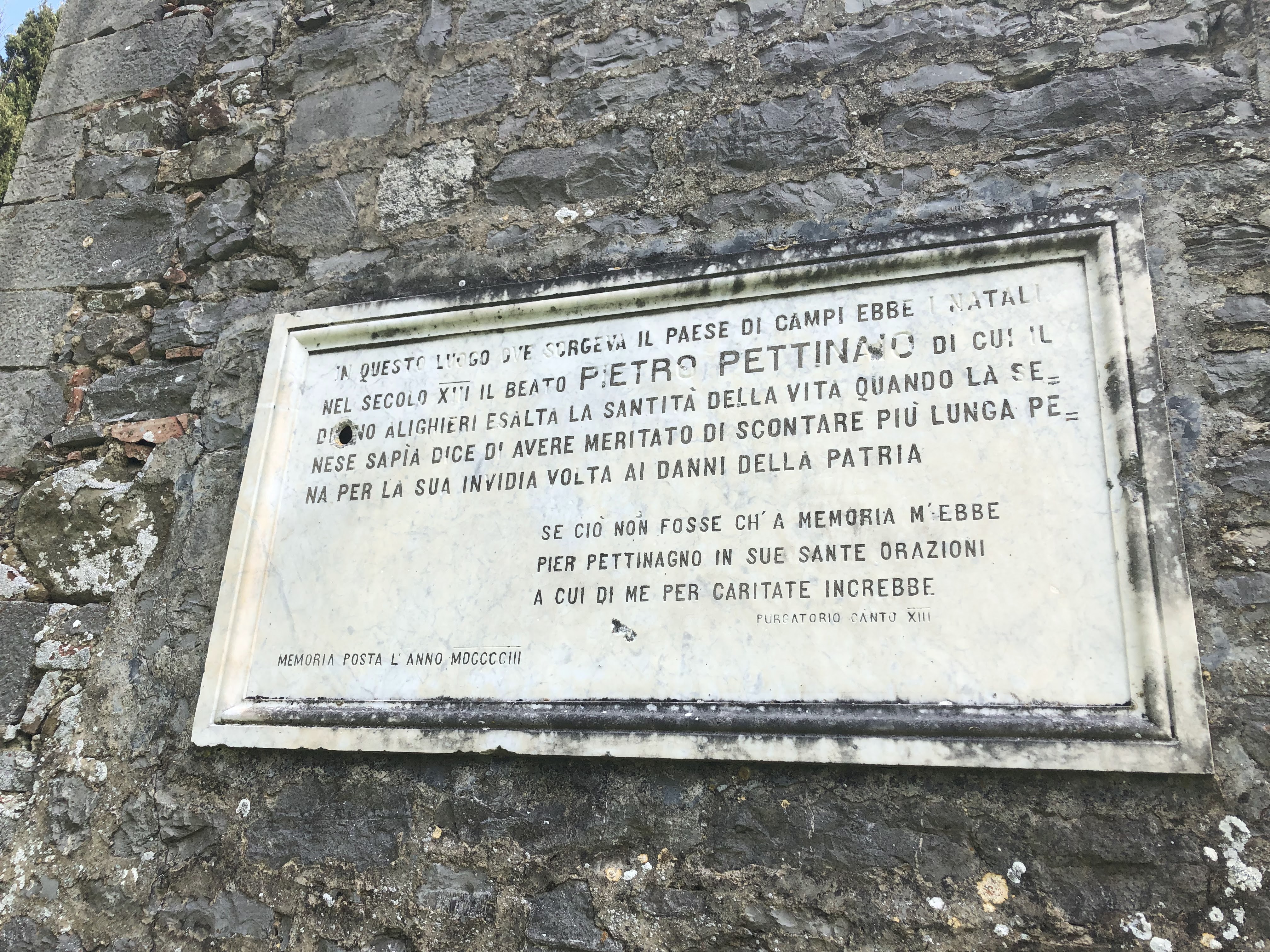
Targa a Pier Pettinaio sulla facciata della chiesa di Campi

La nascita di Pier Pettinaio, beato citato da Dante nel VIII canto del Purgatorio, viene fatta risalire a Campi.
Il fatto, oltre a trovare conferma nelle memorie popolari e in una delle due targhe presenti sulla facciata della chiesa, due fonti di per sé poco affidabili e troppo distanti del tempo, è supportato da una legenda del 1330 circa di Pietro de Monterio pervenuta in due volgarizzamenti cinquecenteschi.
Nel Dizionario biografico degli italiani della Treccani Michele Pellegrini dice a proposito dei volgarizzamenti: "Un sermone su di lui di primo Trecento, segnalato da Cesare Cenci (1990 e 2006) e da lui attribuito a Bindo Scremi, dimostra che molti materiali pervenuti attraverso i volgarizzamenti cinquecenteschi circolavano in epoca assai antica, e ne rafforzano l'attendibilità".
Nella Vita di B. Pietro Pettinaro di Frate Seraphino di Leccieto (libro del 1529) troviamo scritto che Pier Pettinaio nacque "in una villa chiamata Campi, sita nel paese nominato Chianti: distante dalla nobile, antica e inclita città di Siena sette miglia".

## Descrizione

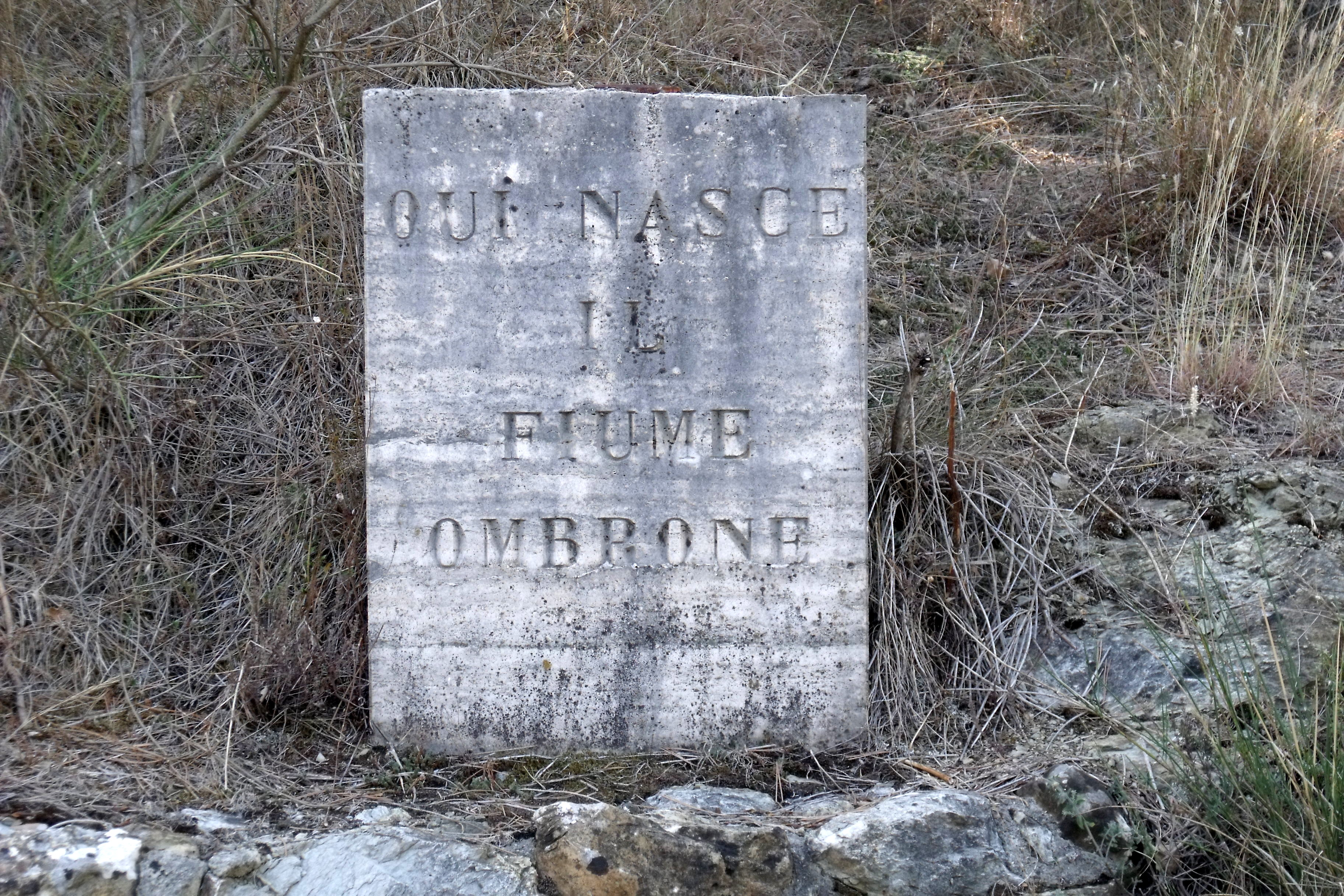
La targa "qui nasce l'Ombrone" posta da Luigi Socini Guelfi

Alle pendici della collina di Campi nasce l'Ombrone.È possibile che la presenza delle sorgenti abbia avuto un particolare valore simbolico per gli abitanti etruschi che vi sono stabiliti.
L'insediamento è composto da alcuni edifici isolati disposti su una ripida collina con terrazzamenti. Questi edifici sono disposti attorno a una piccola corte lastricata. Il principale di essi ha una forma rettangolare con tetti a padiglione e ingressi che si affacciano sulla corte e sul retro, alcuni dei quali sono raggiungibili tramite brevi scale esterne. Dopo il censimento del 1825, questo edificio è stato ampliato verso valle con l'aggiunta di alcune strutture, assumendo così una forma complessiva a L.
L'altro edificio che non era ancora presente nel censimento del 1825, ha una forma rettangolare più piccola ed è caratterizzato da un portico con architrave, al di sotto del quale si trova un forno. Entrambi gli edifici presentano pareti di muratura irregolare, originariamente intonacate, realizzate con pietre di alberese e arenaria, mescolate a laterizi. Gli interni sono organizzati attorno alle cucine, che hanno grandi camini. I tetti sono costruiti con una struttura in legno e coperture in laterizi. I pavimenti interni sono in mattoni, mentre quelli esterni sono formati da lastroni irregolari di piccole dimensioni.
Al centro del borgo è presente un grande prato sopraelevato rispetto alle costruzioni al cui centro sorge una torretta.